# Gonzalo López-Escribano
Gonzalo López-Escribano Jara (Madrid, 21 marzo 1989) è un pallanuotista spagnolo in forza al Sabadell.
Cresciuto nel Club Natación Ondarreta Alcorcón, con cui debutta in massima divisione, si trasferisce al Mataró nel 2010, dove rimane due stagioni. Dopo altre due annate passate tra Real Canoe e Sabadell, viene acquistato nel 2014 dal potente Barceloneta, campione di Spagna e di Europa in carica.

## Palmarès

### Club
- Campionato spagnolo: 1

Barceloneta: 2014-15
- Copa del Rey: 1

Barceloneta: 2014-15
- Supercoppa di Spagna: 1

Barceloneta: 2014
- LEN Euro Cup: 1

Sabadell: 2021-22